# Klasatorpet
Klasatorpet er en Smålandsk torpstuga fra 1800-tallet, som siden 1969 har været et sommeråbent hembygdsmusem. Ved optagelsen af Vilhelm Mobergs roman Utvandrarna i 1969 var landsbyen optagested for hovedpersonernes hjem Korpamoen. Klasatorpet ligger i Långasjö, sydvest for Emmaboda, Kalmar län, i Småland.
Torpet blev bygget i begyndelsen af 1800-tallet, og det blev opkaldt efter den tidligere rytter Per Klase i Växjö Compani, der boede her en tid. Derefter blev det beboet af flere familier.
Klasatorpet forvaltes af Långasjö hembygdsförening, der ejer husene og tilstødende marker, efter at de er købt fri fra kirken. Hensigten er at bevare gårdsmiljøet og anvende jorden som i begyndelsen af 1800-tallet.

## Emigration
I årene 1846-1930 emigrerede omkring 1,3 millioner svenskere til USA, hvoraf ca. 1200 kom fra Långasjö og nogle fra Klasatorpet. Småland havde den største udvandring af alle landskaber i Sverige. Omkring halvdelen af indbyggerne i Långasjö sogn udvandrede.

## Filmoptagelserne
Før filmatiseringen af Udvandrerne søgte filminstruktør Jan Troell et autentisk torpmiljø, der kunne repræsentere Korpamoen (dansk: ~ Ravnekrogen) fra Vilhelm Mobergs roman. Ved hjælp af Långasjös hembygdsförening fandt han Klasatorpet, der lignede "ett sextondels mantal Kronoskatte Korpamoen". Vilhelm Moberg fandt selv stedet passende, selvom han syntes, at jorden kunne have været en smule mere stenet. Klasatorpet var i 6 måneder omskabt til Korpamoen og i sommeren 1969 blev optagelserne på stedet afsluttet.

## Turisme
Allerede mens filmindspilningerne foregik, begyndte landsbyen at blive besøgt af turister. Klasatorpet ser i dag præcist ud som mens filmen blev indspillet. Dermed kan man få et bilede af hvordan, livet levedes her i 1800-tallet.
Vilhelm Moberg selv var ikke glad for turismen ved Korpamoen. I 1971 skrev han et brev, hvor han påpegede at Korpamoen var et af ham opfundet navn og forbød brugen af navnet i markedsføringen af Klasatorpet. Det forhindrede ikke turismen omkring gården fortsatte.
- Indgangen til Klasatorpet
- Aftægtsboligen
- Interiør i Klasatorpet
- Stuehuset (Torpstugan)
- Æbletræ ved husgavlen
- Torpstugans interiør med kongeportræt, vægskab og bænk
- Åbent ildsted
- Vogn med jernbeslåede træhjul
- Stenoptager
- Tørrestativer til hø
- Gærde

## Externa länkar
- Wikimedia Commons har flere filer relateret til Klasatorpet
- http://www.langasjo-hembygdsforening.se/site03.htm Arkiveret 11. august 2010 hos  Wayback Machine
- Billeder fra Klasatorpet

56°34′25.6″N 15°27′33.6″Ø / 56.573778°N 15.459333°Ø